# Scott Thompson
Scott Thompson, född 12 juni 1959 i North Bay, Ontario, är en kanadensisk skådespelare och komiker, mest känd som medlem i humorgruppen The Kids in the Hall. Efter deras TV-serie gästade han ett antal andra serier, bland andra The Larry Sanders Show. I Kanada var han ledare för reality-programmet My Fabulous Gay Wedding. För närvarande har han en återkommande roll i serien Hannibal som brottsplatsundersökaren och fingeravtrycksspecialisten Jimmy Price.